# Chongmingia zhengi
Chongmingia zhengi — викопний вид птахів, що існував у крейдовому періоді, 120 млн років тому, в Азії.

## Назва
Назва роду походить від назви китайського міфічного птаха Чонмін, який був схожий на півня з подвійними зіницями. Видова назва дана на честь Чжена Сяотіна, фундатора, який спонсорував палеонтологічні розкопки.

## Скам'янілості
Скам'янілі рештки птаха знайдено у відкладеннях формації Цзюфотан в окрузі Чаоян провінції Ляонін на північному сході Китаю. Належить до Джехольської біоти. Голотип складається з часткового скелета. Відсутні череп, частина крижового та хвостовий відділи. Збереглися відбитки м'яких тканин та пір'я, гастроліти і копроліти.